# Якшагана

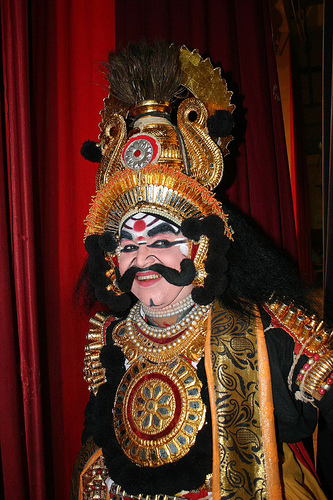

Якшага́на (канн. ಯಕ್ಷಗಾನ, дев. यक्षगान, IAST: yakṣagāna) — традиционное танцевально-драматическое индийское искусство, возникшее в XV веке и получившее наибольшее распространение в южноиндийском штате Карнатака и в регионе Канара. По существу, якшагана является формой народного искусства, заимствовавшей некоторые элементы из классических форм индийского танца и драмы, распространённых в соседних штатах Керале и Тамилнаде.
В стиле якшагана исполняются несколько сотен пьес. Как правило, сюжеты для них выбирают из древнеиндийских эпосов «Махабхараты» и «Рамаяны», а также из Пуран. Якшагана впервые упоминается в 1105 году. Изначально, термин «якшагана» использовался для обозначения музыки, исполнявшейся при дворах феодалов. Театральное представление якшагана сформировалось в XV—XVII веках на основе традиционных форм песен и танца, существовавших в Карнатаке.
Якшагана исполняется только мужчинами. Частями якшаганы является танец, пение и пантомима. Обязательным элементом выступает сцена битвы, в которой неизменно побеждает добро. Спектакль проводится в сопровождении оркестра, состоящего из барабанов, цимбал и струнных инструментов. Существуют два стиля исполнения якшаганы: северный и южный. Основное их отличие заключается в костюмах и приёмах постановки. Южный стиль отличается более яркими нарядными костюмами.
Якшагана исполняется во время крупных индуистских праздников и считается наиболее подходящим способом отблагодарить Бога за избавление от болезни или иного несчастья. В течение многих веков важным центром театрального искусства Якшаганы является древний город Банаваси. Ежегодно в декабре здесь проходит пышный фестиваль Кадамботсава, организуемый правительством штата Карнатака.